# Bodys Isek Kingelez
Bodys Isek Kingelez (Kimbele Ihunga, 1948 – Kinshasa, 14 marzo 2015) è stato uno scultore della Repubblica Democratica del Congo.
Ha vissuto e lavorato a Kinshasa dove si è trasferito nel 1970, dopo aver svolto la scuola superiore. Qui ha studiato part time, vivendo attraverso l'insegnamento. La città di Kinshasa, caotica e rumorosa, diventa per l'artista fonte di grande ispirazione e Kingelez comincia ad interessarsi, a partire dal 1977, a come la condizione umana si sviluppa sul terreno cittadino. Tale interesse diventa il suo linguaggio artistico, poetico ed estetico e si manifesta nella costruzione di modelli fantastici di città immaginarie in cartone.

## Attività
Body Isek Kingelez è un artista. Il suo lavoro si concentra nella produzione di modellini di città fantasiose e utopiche. 
A partire dal 1985 l'artista si è interamente dedicato a quello che lui stesso definisce "modellismo architettonico" poiché considera questo lavoro "rigenerativo", fonte, appunto, di rinascita individuale e di conoscenza superiore, come si può leggere in numerose sue dichiarazioni.
Le città immaginarie di Kingelez sono oniriche. Coloratissime, colpiscono per la dovizia di particolari con cui sono modellate: strade, monumenti, parchi, nulla sfugge al tocco dell'artistica che progetta, disegna e costruisce in modo molto meticoloso. Realizzati con materiale semplice, con carta, cartone e plastica, gli edifici risaltano per le loro particolari strutture, le cui forme spaziano dalla rotondità alla rigida simmetria. Grande importanza e attenzione nel lavoro è riservata ai colori le cui tonalità sgargianti e vivaci rendono l'intera opera molto calda, distante dal grigiore tipico di molte metropoli reali alle quali, comunque, l'artista s'ispira.
Kimbele Ihunga è il nome della prima città realizzata da Kingelez, in onore del villaggio natio in cui ha vissuto con la sua famiglia. A questo seguirono altri tre progetti, Ville Fantôme (1995), Project for Third Millennium (1997) e City of the Future (2000). Ville Fantôme, esposta alla mostra Why Africa (2007) tenutasi a Torino, è strettamente connessa alla città di Kinshasa, non solo per alcune analogie visive ma anche per lo stesso materiale utilizzato, preso direttamente dal tessuto urbano. Com'è evidente da numerose sue interviste, Kingelez progetta città utopistiche, prive di polizia ed esercito dove le persone vivono in armonia, pace e giustizia, città che l'artista vorrebbe vedere realizzate nel presente e che quindi rappresentano un sogno, una speranza per il futuro.
Radicalmente diverso da numerosi suoi contemporanei il cui lavoro è forse collegato in modo più palese alla tradizione artistica locale, Kingelez rimane attaccato alla sua terra usando i modelli di città per veicolare messaggi politici e sociali che inevitabilmente emergono dal contesto storico in cui l'artista si trova immerso. In Occidente, come ricorda Iolanda Pensa, si è troppo portati a pensare al dinamismo come una caratteristica tipica solo del nostro mondo, in realtà tale fenomeno è molto diffuso anche tra gli artisti africani contemporanei che spesso rigettano la parola "tradizione" con cui è stata delimitata la loro arte per produrre opere basate sul sincretismo che del resto è tipico anche della loro vita: Kingelez fa sicuramente parte di questa categoria.
Da un punto di vista estetico, di fronte alla sua opera è facile lasciarsi prendere dalla fascinazione descritta in alcune poesie di James Fenton. I colori, le forme particolari degli edifici, le strade e la pianta stessa della città riportano l'osservatore sulla strada dei propri sogni di bambino, alla sua storia personale fatta di fantasie intime e di giochi dimenticati.
Revue Noire lo definisce un architectemaquettiste, creatore visionario di città moderne che realizza progetti sociali di città futuristiche con una sorprendente attenzione per i dettagli e per il lavoro sullo spazio. Le sue opere rappresentano grattacieli, giochi d'acqua monumentali e degli edifici dai colori vivaci.